# Jovan Plamenac

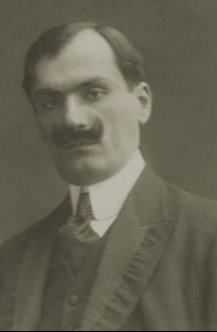
Jovan S. Plamenac (um 1915)

Jovan Simonov Plamenac (serbisch: Јован Симонов Пламенац; * 1873 in Boljevići, Crmnica, Fürstentum Montenegro; † 1944 (Hinrichtung)) war ein montenegrinischer Politiker der Wahren Volkspartei (Prava narodna stranka), der unter anderem zwischen 1919 und 1921 Ministerpräsident des Königreichs Montenegro im Exil war.

## Leben

### Lehrer, Erziehungs- und Innenminister
Jovan Simonov Plamenac absolvierte nach dem Schulbesuch in Boljevići und Cetinje ein Studium der Philosophie und Pädagogik in Belgrad, Aleksinac, Pakrac im Königreich Kroatien und Slawonien sowie in Jena und war nach seiner Rückkehr als Dozent am Lehrerkolleg in Cetinje tätig. 1907 war er neben Gründungsvorsitzenden Lazar Mijušković Mitgründer der konservativen Wahren Volkspartei (Prava narodna stranka), der auch Politiker wie Sekula Drljević, Filip Jergović, Krsto Popović, Mitar Martinović und Milutin Vučinić angehörten.
In der Regierung von Ministerpräsident Lazar Tomanović wurde Plamenac am 17. April 1907 als Nachfolger von Gavrilo Cerović zunächst Minister für Kultur und Kirchenangelegenheiten und bekleidete dieses Amt bis zu seiner Kabinettsumbildung am 2. April 1909, woraufhin Sekula Drljević seine Nachfolge antrat. Er selbst löste bei dieser Kabinettsumbildung am 2. April 1909 Lakić Vojvodić als Innenminister ab und behielt diesen Posten bis zu seiner Ablösung durch Marko Đukanović im Rahmen einer neuerlichen Regierungsumbildung am 24. Januar 1910. In der Regierung von Ministerpräsident Mitar Martinović fungierte er als Nachfolger von Marko Đukanović während der Balkankriege vom 19. Juni 1912 bis zum 8. Mai 1913 abermals als Innenminister. Sein Nachfolger in diesem Amt wurde Labud Gojnić. Zugleich war er zwischen 1912 und 1913 erneut Minister für Kultur und Kirchenangelegenheiten.

### Weihnachtsaufstand 1919

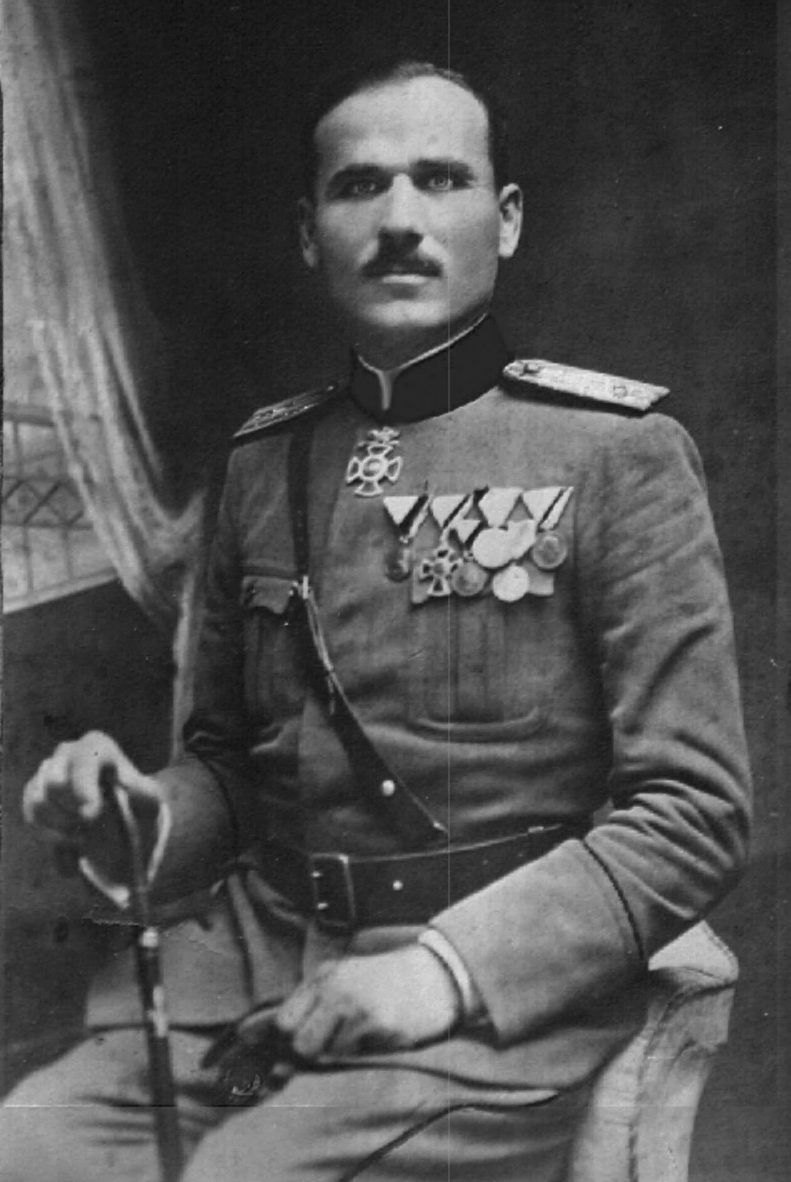
Krsto Popović war der militärische Führer des Weihnachtsaufstandes 1919.

Am 26. November 1918 beschloss die Große Nationalversammlung in Podgorica die Vereinigung mit dem Königreich Serbien. Am 1. Dezember 1918 ging dadurch das bisher eigenständige Königreich Montenegro im Königreich der Serben, Kroaten und Slowenen auf. Er gehörte zu einem der Führer der sogenannten „Grünen“ (Zelenaši), eine Gruppe loyalistischer Anhänger des im Exil in Frankreich lebenden König Nikola. Unter seiner politischen Führung sowie unter der militärischen Führung von Krsto Popović führten die Grünen den Weihnachtsaufstand (Božićni ustanak) durch, ein gescheiterter Aufstand in Montenegro Anfang Januar 1919. Auslöser des Aufstands war eine Entscheidung der umstrittenen Großen Nationalversammlung des serbischen Volkes in Montenegro, bekannt als Versammlung von Podgorica. Die Versammlung beschloss, das Königreich Montenegro direkt mit dem Königreich Serbien zu vereinen, das kurz darauf das Königreich Jugoslawien werden sollte. Nach einem fragwürdigen Kandidatenauswahlverfahren waren die gewerkschaftlich organisierten „Weißen“ den „Grünen“ zahlenmäßig überlegen, die für die Erhaltung der montenegrinischen Staatlichkeit und gegen die Vereinigung in einem konföderalen Jugoslawien waren. Der Aufstand erreichte in Cetinje am 7. Januar 1919, dem Datum des ostorthodoxen Weihnachtsfestes, seinen Höhepunkt. Die Gewerkschafter besiegten mit Unterstützung der serbischen Armee die aufständischen „Grünen“. Nach dem Aufstand war der entthronte König Nikola von Montenegro gezwungen, zum Frieden aufzurufen, da viele Häuser zerstört wurden. Infolge des Aufstands wurden mehrere am Aufstand beteiligte Teilnehmer vor Gericht gestellt und inhaftiert. Andere Teilnehmer des Aufstands flohen in das Königreich Italien, während sich einige in die Berge zurückzogen und den Guerilla-Widerstand unter dem Banner der montenegrinischen Exilarmee fortsetzten, der bis 1929 andauerte. Der bedeutendste Anführer der Guerilla-Miliz war Savo Raspopović.

### Ministerpräsident der Exilregierung von 1919 bis 1921

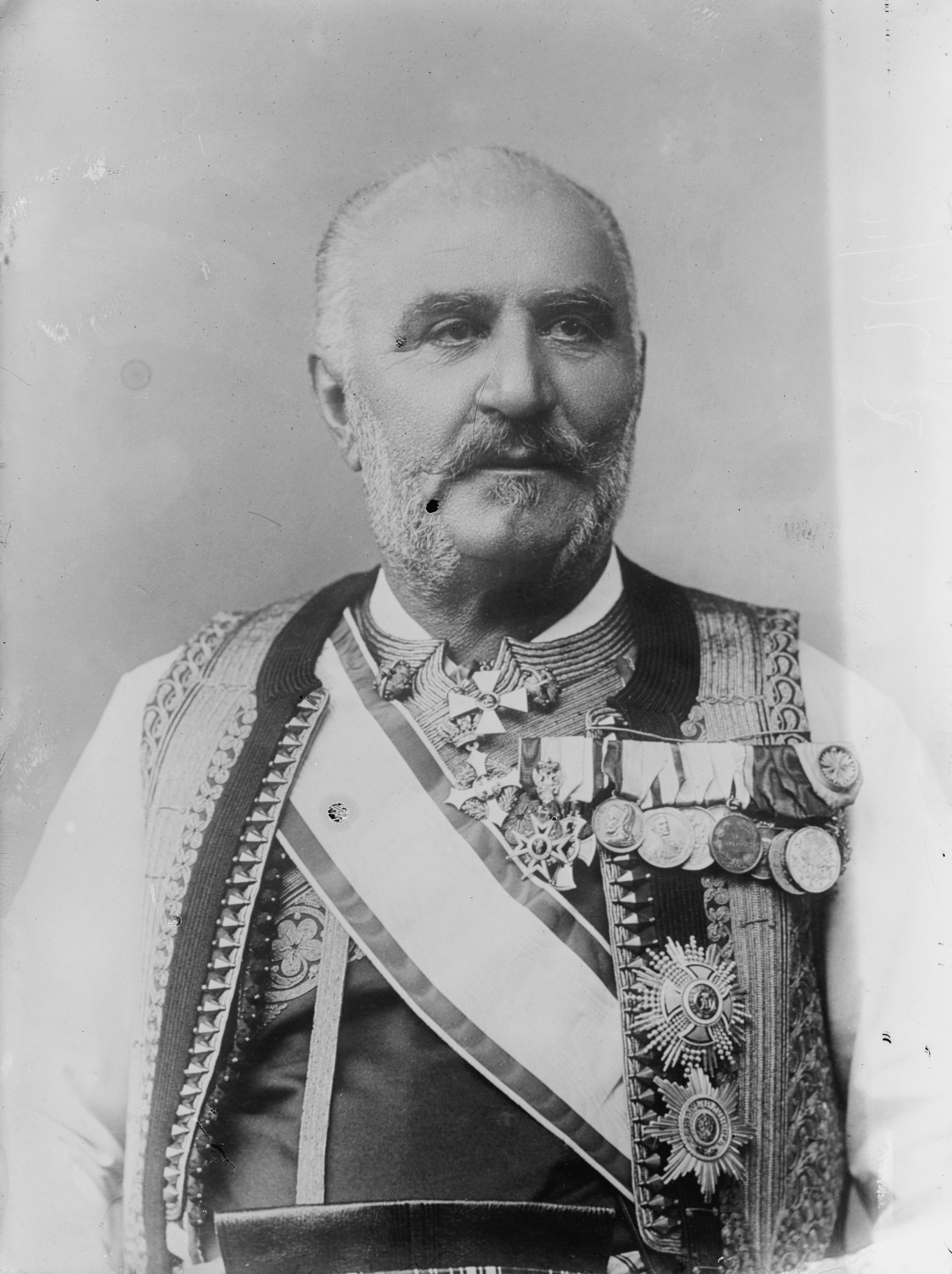
Plamenac war ein loyaler Anhänger von König Nikola und von 1919 bis 1921 Ministerpräsident von dessen Exilregierung in Frankreich.

Am 17. Februar 1919 wurde Jovan Plamenc als Nachfolger von Evgenije Popović schließlich Ministerpräsident des Königreichs Montenegro im Exil und bekleidete dieses Amt bis zum 28. Juni 1921, woraufhin Milutin Vučinić seine Nachfolge antrat. In seiner Regierung fungierte er zudem zwischen dem 17. Februar 1919 und dem 28. Juni 1921 auch als Außenminister sowie wieder als Innenminister. Eine Art Überprüfung der Beschlüsse der Großen Nationalversammlung von 1919 wurde am 28. November 1920 durchgeführt. Bei dieser Volksbefragung (Referendum) unter der Kontrolle der internationalen Gemeinschaft, mit vorheriger Zustimmung von König Nikola und der Exilregierung, wurde der Wunsch, im neu geschaffenen Königreich der Serben, Kroaten und Slowenen zusammenzuleben, wurde bestätigt. Der letzte Ministerpräsident der königlichen Regierung im Exil, Jovan S. Plamenac wies in mehreren Erklärungen als unbestreitbare Tatsache darauf hin, die seiner Entscheidung zum Rücktritt vorausging. Ob sich Montenegro vereinigte oder sich Serbien anschloss und dann gemeinsam in das Königreich der Serben, Kroaten und Slowenen eintrat, sowie die Art und Weise, wie dies geschah, ist ein Thema, mit dem sich Historiker auf verschiedene Weise beschäftigen, insbesondere aber auch Politiker für ihre aktuellen Interessen. Tatsache bleibt jedoch, dass zwei Königreiche zugunsten des Staates geopfert wurden, der sich unter verschiedenen Namen und Systemen als instabil erwies.
Am 1. März 1921 starb König Nikola an Altersschwäche. Sein einziger Sohn, Kronprinz Danilo Alexander von Montenegro (1872–1939), äußerte, ähnlich wie zahlreiche andere montenegrinische Führer im Exil, seinen Verzicht, den Thron anzunehmen, und dankte zugunsten seines Neffen Prinz Michael Petrović-Njegoš von Montenegro (1908–1986) ab und lebte anonym in Rom. Michael war minderjährig, daher erklärte sich Jovan Plamenac gemäß der Verfassung zusammen mit Königin Milena Vukotić, Nikolas Witwe, zum Mitregenten des Königreichs. Die Institutionen wurden nach San Remo in Italien verlegt, da Frankreich die Beziehungen abbrach und Italien, das immer noch Interessen an der Adria hat, beschloss, sie finanziell zu unterstützen. Bis Juni 1921 geriet Plamenac in einen persönlichen Konflikt mit dem italienischen Außenminister Carlo Sforza, so dass er gezwungen war, vom Sitz des Premierministers zurückzutreten und ihn am 28. Juni 1921 General Milutin Vučinić zu überlassen. Er blieb aber der Schlüsselmann als Mitglied der Regentschaft. Nach seiner Rückkehr ins nunmehrige Königreich Jugoslawien wurde Plamenac Mitglied der Radikalen Volkspartei (Narodna radikalna stranka) von Nikola Pašić und gehörte dieser bis zur Auflösung 1929 an.
Während des Zweiten Weltkrieges fielen die Achsenmächte in Jugoslawien ein und teilten es 1941 auf. Plamenac verließ Belgrad in Richtung des italienischen Gouvernements des Unabhängigen Staates Montenegro, einem Marionettenstaat der Achsenmächte, und schloss sich Sekula Drljević in Zusammenarbeit mit dem faschistischen Italien an. 1943 wurden die italienischen Faschisten besiegt und 1944 nahmen die kommunistischen Partisanen der Volksbefreiungsarmee Jugoslawiens
Plamenac fest. Anschließend wurde ihm ein Urteil vorgelesen, in dem er der Kollaboration beschuldigt wurde, und wurde dann von einem Erschießungskommando hingerichtet.

## Hintergrundliteratur
- The New Europe, Band 14, S. 271, 1920 (Onlineversion)
- Serbien und Montenegro. Raum und Bevölkerung, Geschichte, Sprache und Literatur, Kultur, Politik, Gesellschaft, Wirtschaft, Recht, S. 324 u. a., 2006 (Onlineversion)
- Srdja Pavlovic: Balkan Anschluss. The Annexation of Montenegro and the Creation of the Common South Slavic State, S. 81 u. a., 2008, ISBN 978-1-55753-4-651 (Onlineversion)
- Dejan Djokic: Pasic & Trumbic. The Kingdom of Serbs, Croats and Slovenes, 2010, ISBN 978-1-90782-2-216 (Onlineversion)
- Serbian-Italian Relations. History and Modern Times, S. 155 u. a., 2015, ISBN 978-8-67743-1-099 (Onlineversion)
- Kenneth Morrison: Nationalism, Identity and Statehood in Post-Yugoslav Montenegro, 2018, ISBN 978-1-47423-5-204 (Onlineversion)
- Oliver Jens Schmitt: Der Balkan im 20. Jahrhundert. Eine postimperiale Geschichte, 2019, ISBN 978-3-17031-8-625 (Onlineversion)
- Crna Gora i njemački rajh. dokumenti iz političkog arhiva službe inostranih poslova u Berlinu 1906–1914. 1910–1914, Band 2, S. 345, 2019, ISBN 978-3-73290-5-317 (Onlineversion)